# Alexander José Ibsen Voerões
Alexander José Ibsen Voerões, nascido em Santiago, Chile, dia 5 de julho de 1952 - morto na cidade de São Paulo, capital do estado que leva o mesmo nome, no dia 27 de fevereiro de 1972. Foi um estudante chileno membro do Movimento de Libertação Popular (Molipo) contra o Regime Militar no Brasil e morto pela polícia durante o regime.
É um dos casos investigados pela Comissão da Verdade, que apura mortes e desaparecimentos durante o período da ditadura militar brasileira, que foi instaurada no dia 31 de março de 1964 e terminou no dia 15 de março de 1985.

## Biografia
Alexander José Ibsen Voerões nasceu no dia 5 de julho de 1952, em Santiago, no Chile. Ele era filho do húngaro Alexander Voerões Toth, e da chilena Carmen Ibsen Chateau de Voerões. No dia 28 de agosto de 1952, Alexander, com apenas um mês de vida, mudou-se para o Brasil com sua família. Alexander José Ibsen Voerões e seus pais vieram ao país como imigrantes, com visto permanente de moradia. Alexander passou toda a infância e adolescência no Brasil, crescendo com amigos brasileiros e estudando em escolas de São Paulo.

## Educação
No ano de 1959, Alexander iniciou os estudos no Grupo Escolar Tomas Galhardo, na rua Marcelina, Vila Romana, São Paulo , e ficou lá até completar o ensino primário. Depois, estudou no ginásio e Escola Técnica de Comércio Mário de Andrade, na rua Caio Graco 263, localizada também na região da Vila Romana.
No dia primeiro de junho de 1962, fez sua 1ª Comunhão na Matriz de São João Vianney, Água Branca. Aos domingos assumia o papel de coroinha nas missas realizadas na igreja.
No segundo semestre de 1963, deu início ao 5º ano no Grupo Escolar Pereira Barreto, na rua Clélia, no bairro da Lapa. Ao mesmo tempo foi admitido para o curso ginasial no Colégio Campos Salles, na rua Doze de Outubro, onde se formou no ensino fundamental no dia 19 de fevereiro de 1968. Por recomendação dos professores do Colégio Campos Salles, realizou o exame de admissão para o Colégio Estadual Fidelino de Figueiredo (Colégio de Aplicação), na rua Gabriel dos Santos 30. Foi aceito e cursou lá o científico, até que em 1970 ganhou uma bolsa de estudos integral no Centro de Estudos Filo-Juris para candidatar-se ao curso de Biologia da USP, mas nunca chegou a ingressar em uma universidade.

## Militância
Sua família conhecia o espírito do filho que não se inquietava, mas não tinha conhecimento sobre seu engajamento em lutas sociais e políticas. DOna Carmem, sua mãe, foi tomada de surpresa em outubro de 1971 quando, policiais fortemente armados com todos os tipos de armamento, inclusive com metralhadoras, chegaram na casa deles buscando por Alexander e o chamando de subversivo. Os políciais adentraram a casa da família e revistaram tudo, mas especialmente o quarto do filho. Levaram documentos importantes que impediriam Alexander de sair do país. Além disso, também confiscaram todos os seus trabalhos escolares, inclusive sobre o país de seu pai, a Hungria. Os itens levados pelas autoridades nunca foram devolvidos para a família. Por volta dessa época, Alexander já estava envolvido na luta contra o regime ditadorial, e havia já entrado na Molipo (Movimento de Libertação Popular) e estava sendo perseguido.
De acordo com uma carta apresentada a Comissão da Verdade, Alexander, juntamente a colegas do Colégio Fidelino de Figueiredo (conhecido como Colégio da Aplicação), foram processados pelo regime Militar por subversão, sendo que César, um dos colegas, foi inocentado. A carta conta ainda que Alexander foi acusado de ser "outro estrangeiro que vem fazer subversão no Brasil", apesar de ter sido criado desde um mês de vida no Brasil.
Antes de se tornar membro do Movimento de Libertação Popular (Molipo), Alexander participou de ações da Ação Libertadora Nacional. Ele utilizava os codinomes Oto, Carlos, José Roberto Soares Coimbra, Alex, Steta e Bigode. Antes de ser assassinado, o chileno foi preso pelo DOI-CODI de São Paulo.
As ações do Molipo eram, em sua maioria, práticas que se direcionavam para arrecadação de fundos no combate contra a ditadura militar. Dentre suas ações, destacam-se ataques, sequestros e "expropriações de bancos" — uma ação contra o sistema financeiro burguês. A o grupo concentrava-se em São Paulo e no Rio de Janeiro, embora o a junção a favor da revolução também agisse em outras regiões, como nos estados da Bahia e Goiás.
Em uma das ocasiões em que José Dirceu voltou do exílio de Cuba, segundo sua biografia, junto com outros integrantes do Molipo, ele teria participado da ação em que tombou um sargento da Polícia Militar em São Paulo, em 1972.

## Assassinato
Alexander José Ibsen Voerões foi morto no dia 27 de fevereiro de 1972, na rua Serra de Botucatu, no bairro do Tatuapé, em São Paulo. Ele estava junnto com Lauriberto José Reyes, outro militante do Molipo. Ambos os estudantes foram metralhados por JC, ou Jesus Cristo, apelido pelo qual era conhecido o torturador Dirceu Gravina. Assim como Voerões e Reyes, Napoleão Felipe Biscaldi, um morador local, também foi morto, e a culpa da sua morte foi direcionada aos militantes, segundo a nota oficial publicada no jornal Folha de S.Paulo no dia 29 de fevereiro de 1972. Isaac Abramovitc e Walter Sayegque foram os legistas que examinaram os corpos de Alexander José Ibsen Voerões e Laubertino José Reyes, e ambos confirmaram que os jovens teriam sido assassinados por confronto armado.
Pouco antes do assassinato acontecer, Alexander, já na clandestinidade, enviou uma carta à sua família, compartilhando suas intenções de sair do país e expressando seu pensamento:
" [...] Outra coisa que me vem à memória é que nem sempre uma linha reta é o caminho mais curto entre dois pontos. Sim, pois eu estando perto de vocês: no mesmo país, por causa dessa comunicação unilateral nunca estive tão longe. Então, paradoxalmente, para a gente se aproximar deve afastar-se.
Tem outro ponto que queria abordar, já que falo nessa quebra de unilateralidade. Não vamos ser irreais e voltar-se ao passado. Acho que a missão de vocês em relação a este filho já está definitivamente cumprida e brilhantemente. Vocês fizeram o que puderam, e acho que fizeram bem. Deram-me coisas importantes: ser independente, saber se virar por si mesmo, ter capacidade de tomar suas próprias decisões. Cultura e independência, essas são duas coisas que fazem o homem mais livre. Por isso este bicho aqui se considera Homem. E sou grato.
Acho ainda que já não se deve dedicar tempo pensando ou se preocupando comigo. Esse tempo deve ser utilizado para os daí. A Cristina, o Jorge e a Margarida e para vocês mesmos. Eles precisam ser homens e vocês acho que já devem se considerar realizados em boa parte. Acho que comigo já cumpriram a tarefa.
Muitas vezes os pais por um certo egoísmo paternal acham que os filhos devem se fazer pela imagem que eles próprios gostaria de ter sido. Não é mesmo? Dependendo das bases em que for colocado pode ser positivo ou não. O primeiro aspecto positivo dessa atitude é o fato dela ser voltada para a frente: “sempre melhor do que sou”. Está implícita a ideia de progresso.
Agora, cada homem tem sua individualidade que distingue dos outros e sua que o aproxima e o faz pertencer à mesma espécie.
Não vamos colocar como objetivo para os filhos aqueles que são apenas projeções individuais, que são reflexo do que há de diferente entre os homens, pois o que seria realização de um pelo outro seria a negação deste. Sempre considerei vocês bastante esclarecidos nesse assunto, não querendo fazer, com muita gente, que o filho seja médico (por ex.) porque esse foi o sonho de juventude do pai. Isso de querer fazer o filho à própria imagem do eu individual é uma realização feita com a negação da dos outros.
Por isso deve-se fixar naquilo que é comum entre as pessoas e que as aproxima. Porque, quando um homem se realiza nesse ponto, também o faz toda uma sociedade e aí se confirma o progresso: destina-se não só a continuação do ser humano, mas ao seu constante melhoramento. Fiquem atentos e verão onde quero chegar.
A verdadeira educação liberta o homem.
Os pais não devem desenvolver ferramentas pelos filhos, muito menos ainda fazer a casa, mas sim desenvolver as ferramentas nos filhos, isto é, a capacidade de fazê-las.
Uma vez na igreja ouvi: Se vem uma pessoa e te pede um peixe, não dê. Ensine-a a pescar. Entenderam o que estou querendo agradecer?
Obrigado pela vara de pesca!
pelos instrumentos que vocês me deram: cultura honestidade consigo mesmo, (aí se consegue para com os outros) e essa independência.
Pois quem sabe transmitir essa capacidade de pescar aos outros, pelo que isso de tem de quebra de egoísmo, generosidade e confirmação do que há de bom no ser humano, pode, deve e tem a obrigação de ser considerar realizado.
Vocês verão só os peixes que eu vou pegar. Peixes  que vocês nunca sonharam e sei que vão ficar contentes porque esse era o objetivo de você."
Na carta, Alexander também demonstra que não gostaria de sair do Brasil e que escolhera um país da América Latina exatamente para se manter próximo a terra natal.
"Mas o que eu gostaria mesmo era de permanecer no Brasil, no final é chato a gente que passou os anos nessa terra tão intimamente ligado a ela ter que sair. A gente sabe que vai sentir saudades e até desambientado, é por isso que escolhi a América Latina para fixar-me, que apesar das diferenças a gente tem uma certa personalidade continental, um pouco mais fora, mas a gente ainda está com os seus e ainda existem universidades boas por aqui.
Enfim, dá para começar a vida de novo e, pensando bem, não recomeçar, mas começar verdadeiramente. Mas tudo isso é um parêntese para o que eu dizia acima, que eu gostaria mesmo era de permanecer no Brasil. Tinha esperanças de esfriar a barra e esclarecer os mal-etendidos, mas sabe qual é o critério desse pessoal, todo mundo é considerado em princípio culpado até provas em contrário."
Alexander também conta sobre como outros perseguidos políticos afirmam inocência em relação ao que foram acusados pelos militares e compartilha com sua família sua inconformação com os militares quererem prender a todos que os contrariam.
"Na entrevista, dos que se recusaram a sair houve coisas bem interessantes, lá tinha um sujeito que disse, não sei por que estou preso, não, eu não quero pegar uma dessa não, preso sem saber por que e a falta de preocupação com a verdade ficou bem demonstrada com esse belo presente de natal. O processo da VAR-Palmares, coisa com a qual nunca na vida estive metido e nem pensei em fazê-lo e ainda nunca cheguei a conhecer nenhum dos gajos relacionados, pois são todos estudantes da manhã que já devem ter saído há bom tempo de lá.
Todos os caras que encontram, [os militares] tratam logo de relacioná-los com alguma organização e etc. Se eles pudessem prender toda a cidade e só soltar os amigos íntimos já o teriam feito, nas não tem nada não."
No dia 29 de fevereiro de 1972, o jornal Folha de S.Paulo publicou uma nota, e disse que a morte do jovem foi consequência de um tiroteio com policiais. A nota dizia: "Dois terroristas, um dos quais natural do Chile, ao dispararem metralhadora e revólver contra agentes dos órgãos de repressão, acabaram por atingir e matar o sr. Napoleão Felipe Biscaldi, de 61 anos de idade, no cerco realizado domingo na rua Serra de Botucatu, bairro do Tatuapé". Houve por parte do DOPS/SP uma estratégia para incriminar Alexander e Lauriberto pela morte de Napoleão. O laudo do Instituto Médico Legal (IML) de ambos foi assinado pelo legista Paulo Altenfelder que destacou com a letra maiúscula T a análise dos dois corpos identificando-os como militantes, ou seja, terroristas.
O cerco que culminou na morte de Alexander, de acordo com a Comissão da Verdade, teria sido montada a partir de informações fornecidas por uma pessoa que estava presa.
O corpo de delito de Alexander, comprova a existência de duas furos provocados por armas de fogo, além de hemorragia interna e hemorragia subdural. No entanto, segundo a Comissão da Verdade, as informações divulgadas na época não se sustentam, já que os militantes não estariam armados e não foi realizada uma perícia no local para que se comprovasse a troca de tiros, além do fato de não haver documento algum que comprove as armas utilizadas no caso. A Comissão de Familiares de Mortos e Desaparecidos Políticos CEMDP considerou o caso como execução, fato que aconteceu corriqueiramente na época.
A família de Alexander contou a Comissão da Verdade que soube da morte dele no dia 28 de fevereiro de 1972, enquanto assistiam a televisão. No dia seguinte a polícia entregou o corpo da família, contudo não foi permitido a realização do velório. Alexander foi enterrado no dia primeiro de março no Cemitério da Paz.
Após saber da morte de Alexander, o consulado chileno chamou a família do militante, os consultando sobre realizarem uma reclamação internacional sobre o assassinato dele, já que as acusações contra ele acentuavam sua nacionalidade. Com medo de represálias, a família optou por não fazem tal reclamação.
Após mais de 40 anos de sua morte, as investigações sobre o caso evidenciaram a existência de inúmeros aspectos que permitiram apontar que a versão divulgada na época não se sustenta. Mesmo sendo resultado de violenta ação policial, não foi realizada na época nenhum tipo de perícia que permitisse a comprovação de um tiroteio. Quando examinaram os documentos do caso, a CEMDP julgou a morte dos dois jovens como uma execução.
Ao longo do tempo de investigações do órgão, a Comissão de Familiares de Mortos e Desaparecidos Políticos foi até o local do crime para buscar novas informações sobre o caso com pessoas que na região moravam. O assassinato dos militantes foi assistido por todos que viviam na vizinhança e segundo os depoimentos que foram recolhidos, já tinha sido organizada uma armadilha para os dois jovens, que tentaram fugir, mas que não possuiam armas e nem reagiram.
Em 2008, a revista Carta Capital revelou que Dirceu continuava solto e tinha virado um delegado em Presidente Prudente, no interior de São Paulo.
Alexander foi enterrado em 1 de março de 1972, no Cemitério da Saudade. Por determinação policial, seu caixão foi lacrado e seu enterro foi acompanho por agentes do DOPS/SP.

## Testemunhas
No dia 4 de junho de 1997, com o objetivo de colher informações sobre o assassinato de Alexander Ibsen Voerões e Lauriberto José Reyes, dois integrantes da Comissão de Familiares de Mortos e Desaparecidos Políticos foram ao local do crime, e conversaram com uma testemunha.
Adalberto Barreiro, empregado de uma borracharia, contou sobre o que viu no dia da morte de Alexander José Ibsen Voerões, em 27 de fevereiro de 1972, época em que Barreiro tinha 12 anos. Segundo a testemunha, era um domingo e estava em casa, na rua Tijuco Preto, paralela à Serra de Botucatu, vendo televisão, quando escutou barulhos de tiro.
Depois disso, correu para o fundo da casa, onde viu um jovem que mancava e tentava correr. Barreiro também disse que viu um Opala branco, ocupado por uma mulher oriental e policiais com metralhadoras que atiravam para fora do carro. Segundo Barreiro, atingiram, primeiramente, o morador local Napoleão Felipe Biscaldi, e depois balearam o jovem que mancava.
Segundo a testemunha, o jovem foi morto na hora e colocado no porta-malas do carro. Barreiro também disse que havia muitos policiais na rua, e vários gritavam que o rapaz morto era um “terrorista”. Adalberto Barreiro também comentou que os policiais falaram que outro "terrorista" havia sido morto em outro quarteirão.
Outra testemunha que também prestou depoimento para a Comissão de Familiares de Mortos e Desaparecidos Políticos foi Maria Celeste Matos uma antiga moradora do local. Ela conta que naquele fatídico dia, o chamado Esquadrão da Morte comandava a operação em toda a extensão. O seu filho e de Napoleão, vítima da ação brincavam na vizinhança quando ouviram o tiroteio. Ela conta que chamou seu filho para protegê-lo e que chegou a ver um rapaz morto sendo colocado no porta-malas do carro da polícia. Maria chegou a pensar que fosse seu filho e o pai do menino desesperado chegou a conversar com membros do Esquadrão que abriram o porta-malas para mostrar que não era o filho dele, informando ambos que aquele indivíduo era um terrorista. Ela conta ainda que nenhum dos militantes sacou arma como foi atestado nos documentos divulgados pela polícia na época.

## Julgamento
Após examinar vários documentos e notar contradições entre as informações divulgadas por diferentes jornais da época, Nilmário Miranda, o relator do caso (270/96) na CEMDP, começou a suspeitar da hipótese de execução, e solicitou um levantamento mais aprofundado do cado, buscando mais detalhes do ocorrido.
No dia 4 de junho de 1997, dois integrantes da Comissão de Familiares de Mortos e Desaparecidos Políticos voltaram ao local da morte, para tentar colher informações sobre o ocorrido. Durante as investigações não foi possível encontrar nem perícia de local, nem fotos dos corpos para que os peritos pudessem analisar. Não podendo assim realizar uma reconstrução do crime.
Em 9 de abril de 2014 o caso de Alexander José Ibsen Voerões foi julgado pela 82ª Caravana da Anistia, realizada pela Comissão de Anistia do Ministério da Justiça. Paulo Abrão, presidente da Comissão de Anistia, direcionando ao estado a culpa pela morte de seu filho, pediu desculpas em nome do Estado brasileiro a Carmem Ibsen Chateau, mãe de Alexander, que acompanhou a sessão. No fim, foi inaugurada uma placa em homenagem ao estudante na parede da Faculdade de Educação da Universidade de São Paulo., além disso, foi recomendada a retificação da certidão de óbito de Alexandre e a continuidade das investigações do caso para que se responsabilize os agentes envolvidos.

## Carta de Carmen Ibsen Chateau
Em 20 de outubro de 1999, Carmen Ibsen Chateau de Voerões, mãe de Alexander Ibsen Voerões, escreveu uma carta à Comissão Especial sobre Mortos e Desaparecidos Políticos (CEMDP) que continha um depoimento. O documento contava o histórico escolar de Alexander, assim como o interesse do estudante por política e o momento em que souberam que o filho estava morto, quando assistiam televisão em casa. Um trecho da carta dizia: “Dia 28 de Fevereiro de 1979, quando assistíamos T.V. soubemos que ele tinha morrido, numa emboscada feita pela polícia; tinha sido metralhado, teve 17 perfurações à bala. Só no dia 29 a polícia nos entregou o cadáver, não permitindo que fizéssemos o velório. Foi enterrado no dia 1º de março no Cemitério da Paz"
Na carta, Carmen relatou que o Consulado Chileno, sabendo da morte do filho, perguntou à Carmen e a seu marido, Alexander Voerões Toth, se gostariam de fazer uma reclamação internacional a respeito do assassinato. De acordo com a carta de Carmen, o único pretexto do Consulado Chileno, na época socialista, era a nacionalidade do estudante, que havia nascido no Chile e migrado para o Brasil ainda bebê. Segundo a mãe de Alexander, por se preocuparem com os outros três filhos mais novos nascidos no Brasil, resolveram não fazer a reclamação. Segundo ela, queriam que "eles fossem educados, respeitando seu país, sem ódio nem rancores".
Carmen descreve na carta que seu filho tinha muita energia, e que desde pequeno ele se sobressaia por conta de sua personalidade, inteligência e sociabilidade. Ele era querido e admirado pelos professores, colegas, amigos e vizinhos, e tinha um forte espírito de liderança. Os irmãos adoravam esse irmão mais velhos porque ele sempre lhes dera muita atenção, conversando e brincando com eles.
No documento, a mãe do falecido relata que, durante os dois primeiros anos quando ele estudava no científico, ela percebeu que se falava muito em política, e por isso fora reclamar com a diretora diversas vezes, a qual acabou por convencê-la de que era próprio da idade e que não precisava se preocupar com isso. Mesmo assim, Carmen relata que ela e seu marido se preocupavam por estarem acompanhando o momento político do país.
Ela revela na carta que foram surpreendidos, quando em Outubro de 1971, um colega de seu filho, chamado Cezar - inclusive endereça o número de telefone do sujeito no texto - acompanhado de um grupo de policiais fortemente armados, com metralhadoras, chegou em sua casa buscando Alexander e acusando-o de subversivo. Revistaram seu quarto, levaram documento específicos, todos trabalhos escolares, inclusive um sobre a Hungria, que era a pátria de seu pai, e que naquela época era um país que fazia parte do bloco comunista. Nunca lhes devolveram esses documentos.
No manuscrito, a autora diz que, como Alexander não apareceu em sua casa, a polícia se retirou no dia seguinte. Não os viram mais, e logo depois receberam uma carta dele dizendo que trataria de sair do país, e pedindo para não se preocuparem com ele, pois ele era inocente. Seu filho e um grupo grande de colegas do Colégio Tidelino de Figueiredo, conhecido também como Colégio de Aplicação, foram processados pela justiça militar por subversão. O colega Cezar não foi processado.
Alexander foi defendido e inocentado pelo advogado nomeado pelos limitares. Carmen coloca na carta a acusação feita contra seu filho: "Alexander José Ibsen Voerões é outro estrangeiro que vem fazer subversão no Brasil. Foi membro do VAR, em sua residência houve a apreensão de valioso material (fls 193). Não tem atos plenamente fixados, mas a filiação é o suficiente para uma condenação." Ela conta como essa acusação doeu para ela e o pai do indivíduo, já que ele chegou ao Brasil com apenas um mês, e a única vez que viajou para o exterior, foi quando tinha dez anos, para conhecer os parentes no Chile, em um passeio de um mês, de 5 de janeiro de 1962 até 7 de fevereiro de 1962.
Segundo sua mãe, Alexander amava o Brasil, queria se naturalizar, mas não teve tempo. Os irmãos mais novos sentiam muito sua falta e todos estavam preocupados com seu paradeiro. Com a sentença da inocência a família sentiu um certo alívio, e pensavam que o filho mais velho retornaria para casa. Em todos tempo que não sabiam dele, foram vigiados, juntamente com suas correspondências e telefone.
A carta é finalizada datando o dia 28 de fevereiro de 1972, como o dia em que, quando ela e sua família assistia televisão, souberam que seu filho teria morrido em uma emboscada pela polícia; ele tinha sido metralhado, com 17 perfurações por meio de balas. Ela conta que somente no dia 29 a polícia lhes entregou o cadáver, mas que não permitiram que fizesse o velório - ele foi enterrado no dia 1° de Março, no Cemitério da Paz. O Consulado Chileno, sabendo da notícia, chamou os pais de Alexander, querendo saber se estavam de acordo em fazer uma reclamação institucional sobre o seu assassinato, pois tinha sido divulgada sua nacionalidade no processo e no comunicado. 

## Homenagem
A Universidade de São Paulo, juntamente com a Faculdade de Educação da Universidade e a Comissão da Verdade do Estado de São Paulo "Rubens Paiva" prestaram uma homenagem a Alexander José Ibsen Voerões na própria USP. Uma placa com o nome de Alexander José Ibsen Voerões foi colocada no Auditório da Escola de Aplicação, onde Alexander estudou nos anos de 1960. A homenagem contou também com a participação da Comissão da Anistia do Ministério da Justiça, que reconheceu Alexander como “anistiado político post mortem”. A iiciativa foi tomada a partir do voto da relatora Enéa Stuz de Almeida, aprovado por unanimidade. O reconhecimento também contou com um pedido de desculpas do Estado de São Paulo pela "perseguição sistemática imposta pelo regime autoritário” (Vota da relatora e Ata do Julgamento do requerimento de Anistia nº 2013.01.73029, de Alexander José Ibsen Voerões).